# 2 mars 1974
Le samedi 2 mars 1974 est le 61e jour de l'année 1974.

## Naissances
- Ante Razov, joueur américain de football
- Anthony Sanders, joueur américain de baseball
- Damir Glavan, joueur de water-polo croate
- Djamel Khali, taekwondoïste français
- Faith Yang, musicienne taïwanaise
- Hayley Lewis, nageuse australienne
- Kris Chesney, joueur de rugby
- Marcel Jenni, joueur de hockey sur glace suisse
- Marta Temido, femme politique portugaise
- Patrice Halgand, coureur cycliste français
- Rodolphe Tissot, réalisateur et scénariste français
- Samuel Chinarro, joueur de rugby
- Santiago Lopo, écrivain et traducteur galicien
- Wille Mäkelä, curleur finlandais

## Décès
- Antoine de Padoue Rahajarizafy (né le 7 avril 1911), philosophe et prêtre catholique malgache
- Emiel Vergeylen (né le 26 octobre 1888), politicien belge
- Salvador Puig i Antich (né le 30 mai 1948), personnalité politique espagnol